# Quốc lộ 2
Quốc lộ 2 là tuyến quốc lộ chạy qua địa bàn thành phố Hà Nội và các tỉnh: Vĩnh Phúc, Phú Thọ, Tuyên Quang, Hà Giang.

## Lộ trình
Quốc lộ 2 có điểm đầu tại ngã ba Phù Lỗ giao với Quốc lộ 3 tại Km 18 và điểm cuối tại cửa khẩu Thanh Thủy, huyện Vị Xuyên, tỉnh Hà Giang.

### Tình trạng kỹ thuật
Chiều dài toàn tuyến là 300 km:
- Km 0+000 – Km 56+000: Ngã ba Phù Lỗ đến thành phố Việt Trì dài 56 km.
- Km 57+000 – Km 136+000: từ thành phố Việt Trì đến thành phố Tuyên Quang dài 79 km.
- Km 136+000 – Km 313+000: từ thành phố Tuyên Quang đến cửa khẩu Thanh Thủy, tỉnh Hà Giang dài 177 km.

Đoạn từ Km 0+000 Km 109+000: từ Phù Lỗ đến Đoan Hùng thuộc tuyến AH14 (Hải Phòng – Cửa khẩu Lào Cai/ Hà Khẩu – Côn Minh) trong các Hiệp định đường bộ GMS và ASEAN.
Toàn tuyến có 89 cầu đường bộ, cầu lớn nhất là cầu Đoan Hùng ở Km 111+300, cầu có chiều dài 450m và rộng 12m.
Quốc lộ 2 ngoài tuyến chính còn có 3 tuyến nhánh:
- Quốc lộ 2B: Vĩnh Yên – Tam Đảo.
- Quốc lộ 2C: Sơn Tây – Vĩnh Yên – TP. Tuyên Quang – Na Hang.
- Quốc lộ 2D.

## Quốc lộ 2B
Quốc lộ 2B: Vĩnh Yên – Tam Đảo.

## Quốc lộ 2C
Quốc lộ 2C: Sơn Tây – Vĩnh Yên – TP. Tuyên Quang.